# Villa Kjobenhavn
La Villa Kjobenhavn est un immeuble de style Art nouveau réalisé en 1899 par l’architecte Gustave Strauven à Ixelles en région bruxelloise (Belgique). 

## Situation
Cet immeuble se situe au no 52 de la rue Souveraine à Ixelles, une voie reliant l'avenue Louise à la chaussée d'Ixelles. 

## Histoire
Bâti en 1899, cet immeuble est l'une des premières réalisations de Gustave Strauven, jeune architecte alors âgé de 21 ans. On y retrouve déjà le style de Strauven par l'emploi d'une ferronnerie très ouvragée (notamment pour les consoles) et la succession de nombreux bandeaux horizontaux dans l'élévation de la façade. Cette maison a été construite pour l'avocat bruxellois De Valkeneer qui la baptise Villa Kjobenhavn, ancienne graphie de Copenhague s'orthographiant actuellement København en danois.

## Description
L'immeuble est une construction asymétrique de deux travées et, initialement, de trois niveaux (deux étages). La travée de droite où se trouve la porte d'entrée est la plus étroite et s'élève en retrait par rapport à la travée de gauche. Les matériaux utilisés sont des moellons de pierre calcaire brute pour le soubassement et des bandeaux de pierre blanche et de pierre bleue en alternance pour le reste de la façade.
La travée de gauche donne la part belle à la ferronnerie présente sous la forme de grillage pour la baie d'entresol, de garde-fou aux lignes courbes au rez-de-chaussée ou de consoles. Les deux consoles en fer très ouvragé semblent prendre appui sur les meneaux de la baie du rez-de-chaussée et soutiennent un oriel à base trapézoïdale. Au second étage, on retrouve trois autres consoles s'appuyant sur les meneaux de la baie en quatre parties surmontées d'autant de sgraffites et soutenant la corniche découpée en quatre segments de profondeurs différentes. Au-dessus de la corniche, une transformation en 1989 a supprimé la lucarne d'origine pour ajouter une loggia.
La travée de droite possède deux sgraffites placés aux allèges des baies des premier et second étages. Celui du premier étage reprend le nom de la villa au milieu de fleurs stylisées. Ces fleurs se retrouvent sur la sgraffite du second étage où figure aussi une petite croix de pierre.

## Source et photos
- « Villa Kjobenhavn - Inventaire du patrimoine architectural », sur irismonument.be (consulté le 7 juin 2024)